# 1265 هـ
1265 هـ هي سنة في التقويم الهجري امتدت مقابلةً في التقويم الميلادي بين سنتي 1848 و1849.

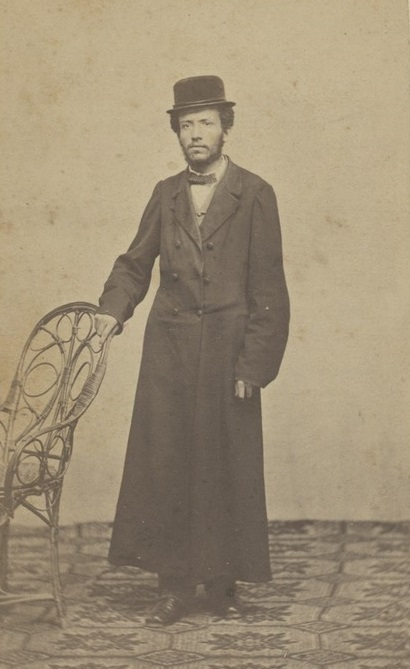
دافيد هاينرش مولر

## أحداث
- الأمير جلوي بن تركي يضم قرية رياض الخبراء تحت حكم الأمام فيصل بن تركي.

## مواليد
- يوسف النبهاني
- محمد حامد السقاف
- حبيب الله الخوئي
- دافيد هاينرش مولر
- سيد أمير علي
- عبد الكريم سلمان
- يحظيه بن عبد الودود

## وفيات
- آن برونتي
- حسين بك السلمان
- حيدر الحسني الكاظمي
- محمد علي باشا
- يساري زاده مصطفى عزت
- مصطفى عزت يساري زاده